# Cassone alare
Il cassone alare o wing box è il principale componente strutturale di un'ala aeronautica. I suoi componenti principali sono: i longheroni, le centine ed i correntini di rinforzo; il tutto rivestito da un fasciame o carenatura conformante al profilo alare progettato.

Descrizione dei componenti di un cassone alare generico

Il cassone alare riproduce la geometria teorica per resistere e contrastare le forze aerodinamiche di flessione e torsione a cui viene sottoposta in volo l'ala.

## Configurazione strutturale
La configurazione strutturale di un'ala è costituita da elementi strutturali principali come: Longheroni spar, centine rib, rivestimento skin con correntini stringer integrati in fase di realizzazione o assemblati dopo foratura con organi di collegamento (rivetti, bulloni ciechi, bulloni e barilotti, viti ed olivette e bulloni e dadi)pp102-106.

### Longherone
Il longherone costituisce la struttura portante dell'ala aeronautica, è costituito da un'anima spar web e da una soletta spar cap al fine di diventare, dal punto di vista statico, come una trave a mensola incastrata nella fusoliera, in modo tale da resistere alle sollecitazioni a flessione, taglio (per mezzo dell'anima del longherone) e torsione, formando insieme al rivestimento (supporto di collegamento alla centina), la sezione chiusa quale è il cassone alarep. 65.

### Centina
La centina ha la funzione primaria di formare e mantenere il profilo alare designato, trasmettere le sollecitazioni dal rivestimento ai longheroni, sostenere il rivestimento e ridurre la dimensione dei pannelli di rivestimento riducendo così anche fenomeni di instabilità dell'alap. 42.

### Rivestimento
Il rivestimento anche chiamato fasciame, dal termine nautico stesso, oltre a svolgere la funzione estetica di forma è un componente importante dal punto di vista sia statico che aerodinamico. Accoglie la spinta aerodinamica, che per mezzo delle centine la trasmette ai longheroni, resiste alla torsione e contribuisce alla flessione a cui è sottoposta l'ala. Grazie alle centine, impedisce inoltre le deformazioni (rigonfiamento oppure avvallamento) a cui potrebbero essere sottoposti i pannelli.